# Ahmed Fadhel
Ahmed Fadhel (7 de abril de 1993) es un futbolista catarí que juega en la demarcación de centrocampista para el Al-Wakrah SC de la Liga de fútbol de Catar.

## Selección nacional
Tras jugar en varias categorías inferiores, finalmente hizo su debut con la selección de fútbol de Catar en un partido amistoso contra Honduras que finalizó con un resultado de 1-0 tras un gol de Almoez Ali.

## Clubes
| Club              | País  | Año       | Partidos | Goles |
| ----------------- | ----- | --------- | -------- | ----- |
| Al-Wakrah SC      | Catar | 2012-2020 | 110      | 3     |
| Qatar SC (cedido) | Catar | 2020-2021 | 24       | 1     |
| Al-Wakrah SC      | Catar | 2021-     | 36       | 0     |